# 亚庇快捷巴士系统
亚庇快捷巴士系统（英語：Kota Kinabalu Bus Rapid Transit），俗称亚庇BRT，又稱亚庇快速公交、KKBRT，位于马来西亚沙巴州亚庇市，是马来西亚联邦政府于2015年财政预算案宣布为沙巴州首府建设的快捷巴士系统，设有3条路线及30公里。预计在2016年开建，2020年完成，惟直至2017年尾仍没有消息。亚庇巴士捷运首期工程完成后，现有川行市内各路线的巴士服务将继续获得保留，并且将会扮演起「接驳巴士」的角色。配合亚庇公交提升和整顿大蓝图计划，巴士捷运工程也将会和市内现有巴士服务的提升工作同步进行，当中重点工程包括提升下南南、甘拜园、兵南邦及旺旺山，四个分布在亚庇周边的综合巴士站。巴士捷运所使用的专用道，可以是建在平地上或使用高架道，同时会使用节能减排的电动车种，车厢内安装有闭路电视、自动收费和巴士追踪系统、并会依照固定时间表发车，鼓励更多市民乘搭，减少交通拥挤现象。

## 线路

### 规划线路
规划中的亚庇巴士捷运系统共分成三个路线，分别为路线一：必打丹－亚庇－下南南（长20公里）、路线二：亚庇－兵南邦（11公里）及路线三：亚庇－阿蓝马斯拉（13公里）。

#### 快速公交必打丹-亚庇-下南南线（暂名）
必打丹-亚庇-下南南线全长20公里，由南部必打丹县始发后，经亚庇国际机场、亚庇市中心、等主要地点到达亚庇北部下南南。

#### 快速公交亚庇－兵南邦线（暂名）
亚庇－兵南邦线全长11公里，由亚庇市开往东南方向，直达东部兵南邦县。

#### 亚庇－阿蓝马斯拉线（暂名）
亚庇－兵南邦线全长13公里，是政府纳入长期发展规划内。